# Geschiedenis van de poëzie

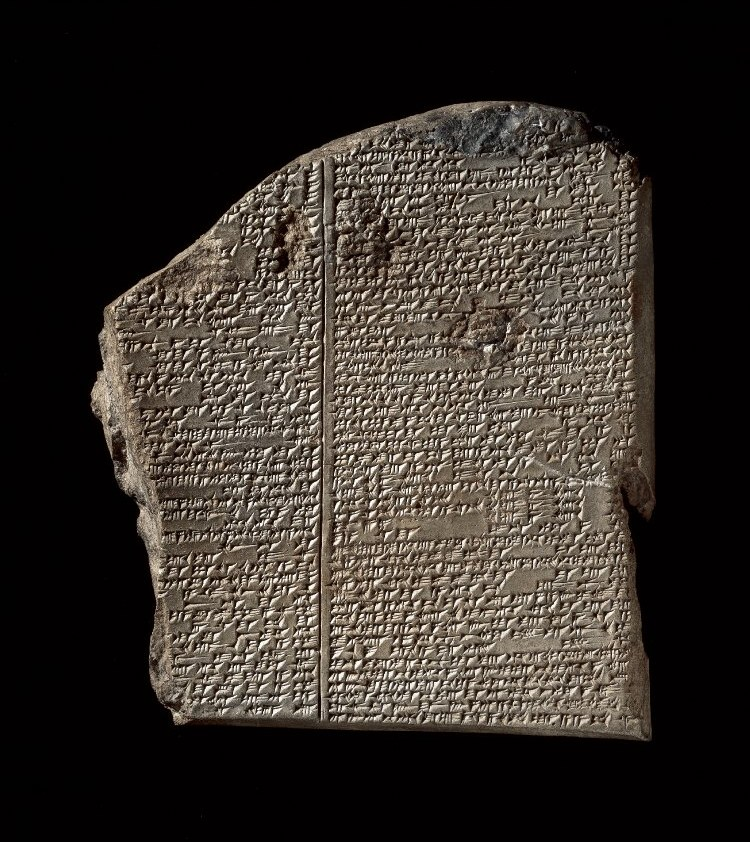
Het 'Zondvloed-tablet', uitgehouwen in steen, van het Gilgamesj-epos in het Akkadisch, circa 2e millennium v.Chr.

De geschiedenis van de poëzie begon in de verschillende culturen nog voor er sprake was van enige geletterdheid en dateert dus van voor de uitvinding van het schrift. Er wordt aangenomen dat de vroegste poëzie mondeling gereciteerd of gezongen werd. Na de ontwikkeling van het schrift ontwikkelde de poëzie zich tot steeds meer gestructureerde vormen, hoewel heel wat dichters sinds de late 20e eeuw opnieuw afgestapt zijn van de traditionele vormen en de voorkeur geven aan vrije verzen en losser gedefinieerde vormen.
Poëzie vervulde verschillende functies. Zo werd het onder meer gebruikt als manier om een mondeling verteld verhaal beter te onthouden, in de genealogie, en in het recht. Poëzie is vaak nauw gerelateerd aan muzikale tradities, en een aantal daarvan maakten deel uit van religieuze riten. Op die manier zijn veel van de overgebleven gedichten uit de oude wereld een vorm van geregistreerde culturele informatie over de mensen uit het verleden. Hun gedichten zijn gebeden of verhalen over religieuze onderwerpen, verhalen over hun politiek en oorlogen, en over de belangrijke mythen van hun samenlevingen.

## Oudste poëtische teksten
Veel oude werken, van de Veda's (1700 - 1200 v.Chr.) tot de Odyssee (800-675 v.Chr.), staan in versvorm om het memoriseren en de overdracht ervan te vergemakkelijken en dit bleef zo gedurende de hele prehistorie van oude samenlevingen. Poëzie verschijnt in de vroegste verslagen van de meeste geletterde culturen, met poëtische fragmenten gevonden op vroege monolieten, runestenen en stelae.
Het oudste overgeleverd gedicht is het Gilgamesj-epos uit het 4de millennium voor Christus, afkomstig uit Soemerië (in Irak / Mesopotamië). Het werd in spijkerschrift geschreven op kleitabletten en later op papyrus. Het Gilgamesj-epos is gebaseerd op de historische koning Gilgamesj. Het oudste liefdesgedicht, gevonden op een kleitablet en nu bekend als Istanbul # 2461, was ook een Soemerisch gedicht. Het werd gereciteerd door een bruid van de Sumerische koning Shu-Sin, die regeerde van 2037-2029 v.Chr. Tot de oudste epische poëzie naast het Epos van Gilgamesj behoren de Griekse heldendichten Ilias en Odyssee en de Indiase in Sanskriet geschreven epen Ramayana en Mahabharata. De langste epische gedichten ooit geschreven werden de Mahabharata en het Tibetaanse Epos van koning Gesar.

## Naar een definitie van poëzie
Denkers uit de oudheid trachtten te bepalen wat de kenmerken waren van poëzie en wat goede van slechte poëzie onderscheidde, wat resulteerde in de ontwikkeling van poëtica's en de studie van de esthetiek van de poëzie. Sommige oude samenlevingen, zoals de Chinese, ontwikkelden hun eigen canons van dichtwerken zoals de Shi Jing, een van de Vijf Klassieken van het confucianisme. Deze werken hadden zowel ritueel als esthetisch belang. Meer recentelijk worstelden denkers om een definitie van poëzie te vinden die formele verschillen zo groot als die tussen Chaucers The Canterbury Tales en Matsuo Basho's Oku no Hosomichi kon omvatten. Ook verschillen in context dienden beschouwd te worden, van religieuze poëzie tot liefdespoëzie en rap
Context kan van doorslaggevend belang zijn voor poëtica en de ontwikkeling van de poëtische genres en vormen. Zo zal bijvoorbeeld het gebruik van poëzie voor het vastleggen van historische gebeurtenissen in epen zoals Gilgamesj of Ferdowsi's Shahnameh noodzakelijkerwijs lang en verhalend zijn, terwijl poëzie gebruikt voor liturgische doeleinden in hymnes, psalmen, soera's en de hadiths waarschijnlijk een inspirerende toon voert. Elegieën en tragedies zijn dan weer bedoeld om emotionele reacties op te roepen. Andere contexten hebben dan weer te maken met muziek, zoals gregoriaanse gezangen, formele of diplomatieke redevoeringen, politieke retoriek en smaadredes, luchtige kinderrijmpjes en nonsens gedichten en zelfs medische teksten.
De Poolse historicus van de esthetica, Władysław Tatarkiewicz schetst in een paper over "de idee van poëzie" de evolutie van wat in feite twee begrippen van de poëzie zijn. Tatarkiewicz wijst erop dat de term wordt toegepast op twee verschillende dingen die, zoals de dichter Paul Valery opmerkt, "op een bepaald punt vereniging vinden. [...] Poëzie is een kunst op basis van taal. Maar poëzie heeft ook een meer algemene betekenis [...] en dat is moeilijk te definiëren omdat het minder vaststaat: poëzie geeft uitdrukking aan een bepaalde state of mind. (gemoedsgesteldheid)."

## Klassieke en vroegmoderne westerse tradities

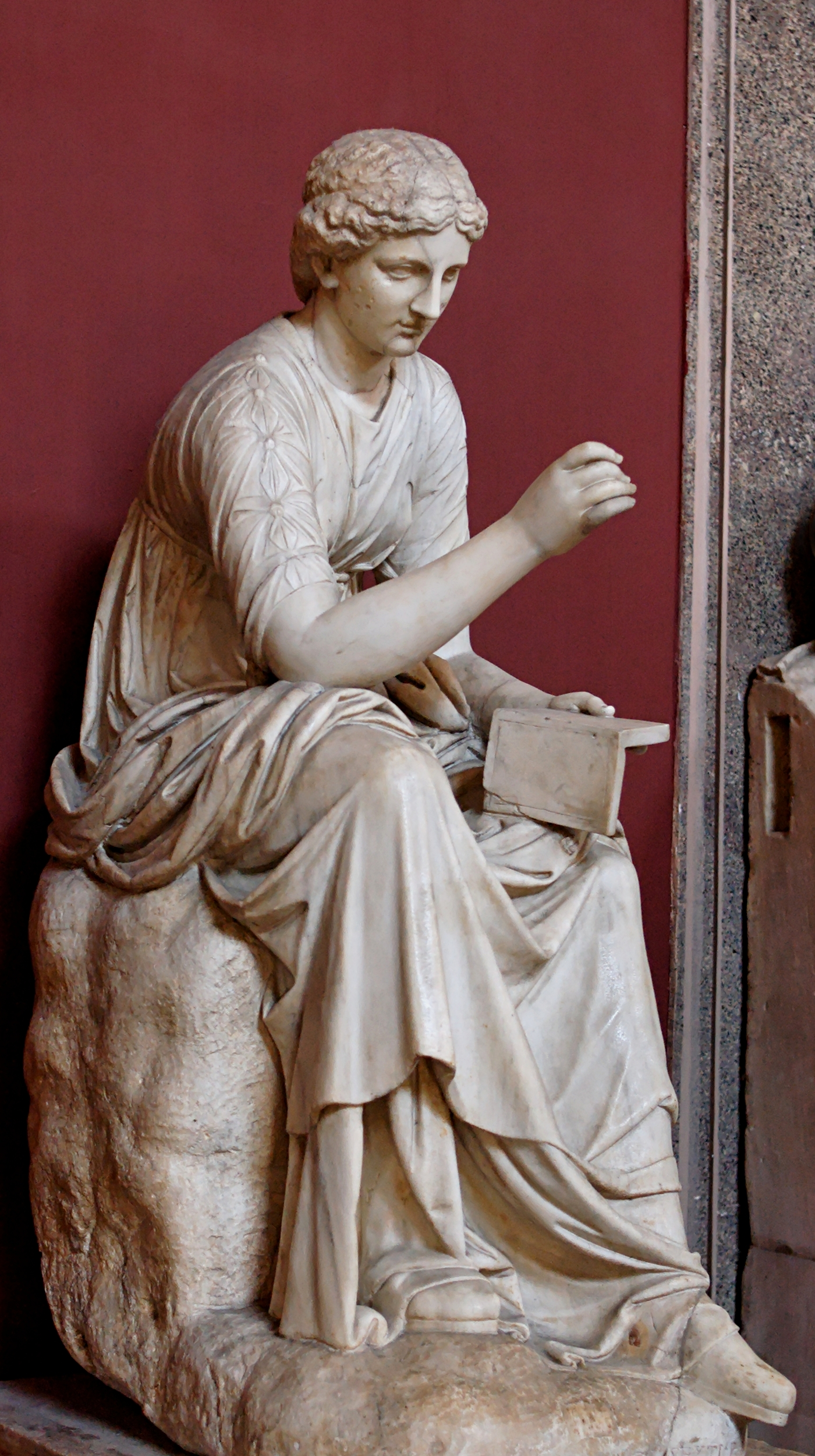
Calliope, de muze van de heroïsche poëzie

Klassieke denkers maakten van classificatie gebruik als een manier om de kwaliteit van de poëzie te definiëren en te evalueren. Met name Aristoteles' Poetica beschrijft de drie genres van de poëzie: het epische, komische en tragische, en ontwikkelt regels in elk genre voor poëzie van de hoogste kwaliteit, gebaseerd op het onderliggende doel van dat genre. Later werden drie belangrijke genres geïdentificeerd: epiek, lyriek en dramatische poëzie en werden komedie en tragedie behandeld als subgenres van dramatische poëzie. Aristoteles' werk was even invloedrijk in het Midden-Oosten tijdens de Islamitische Gouden Eeuw als in Europa tijdens de Renaissance. Latere dichters en schrijvers over esthetica definieerden poëzie door het tegenover proza te plaatsen, dat in het algemeen werd gezien als een vorm van schrijven die meer te maken had met logica en de zakenwereld. Tijdens de Romantische periode werden tal van oude werken herontdekt en vertaald.

## Moderne ontwikkelingen
Het aanwenden van het vers als middel tot culturele overdracht is tot op de dag van vandaag gebruikelijk. Veel Amerikanen weten bijvoorbeeld dat "in 1492, Columbus sailed the ocean blue". Een alfabetliedje is nog steeds een handig hulpmiddel om de namen en de volgorde van de letters van het alfabet te leren en andere rijmpjes helpen bij het onthouden van de lengte en de namen van de maanden van de gregoriaanse kalender. Sommige schrijvers zijn ervan overtuigd dat poëzie haar oorsprong heeft in het lied. Kenmerken van poëzie zoals ritme, rijm, compactheid, de intensiteit van het gevoel, het gebruik van refreinen lijken te zijn voortgesproten uit pogingen om woorden aan te passen aan muzikale vormen. In de Europese literaire traditie presenteren de vroegst overgeleverde gedichten, de epen van Homerus en Hesiodus zich eerder als gedichten die gereciteerd of gezongen worden met muzikale begeleiding dan als zuivere liederen. Een andere interpretatie is dat ritme, refreinen en kenningen in essentie middelen zijn die de voordrager kunnen helpen om vanuit het geheugen het gedicht te reconstrueren.
In samenlevingen die ongeletterd waren, werden deze vormen van poëzie samengesteld voor opvoeringen en soms tijdens de opvoering zelf gemaakt. Er was niet echt sprake van foutloze overdracht bij de exacte formulering van gedichten. De invoering van het schrift fixeerde als het ware een bepaalde versie van het gedicht die toevallig voorhanden was, opgeschreven kon worden en zo overleven. Schriftelijke composities maakten het voor de dichter mogelijk om voor een niet aanwezige lezer te schrijven. De uitvinding van de boekdrukkunst versnelde deze trends. Dichters waren nu meer schrijvers voor het oog dan zangers voor het oor geworden.

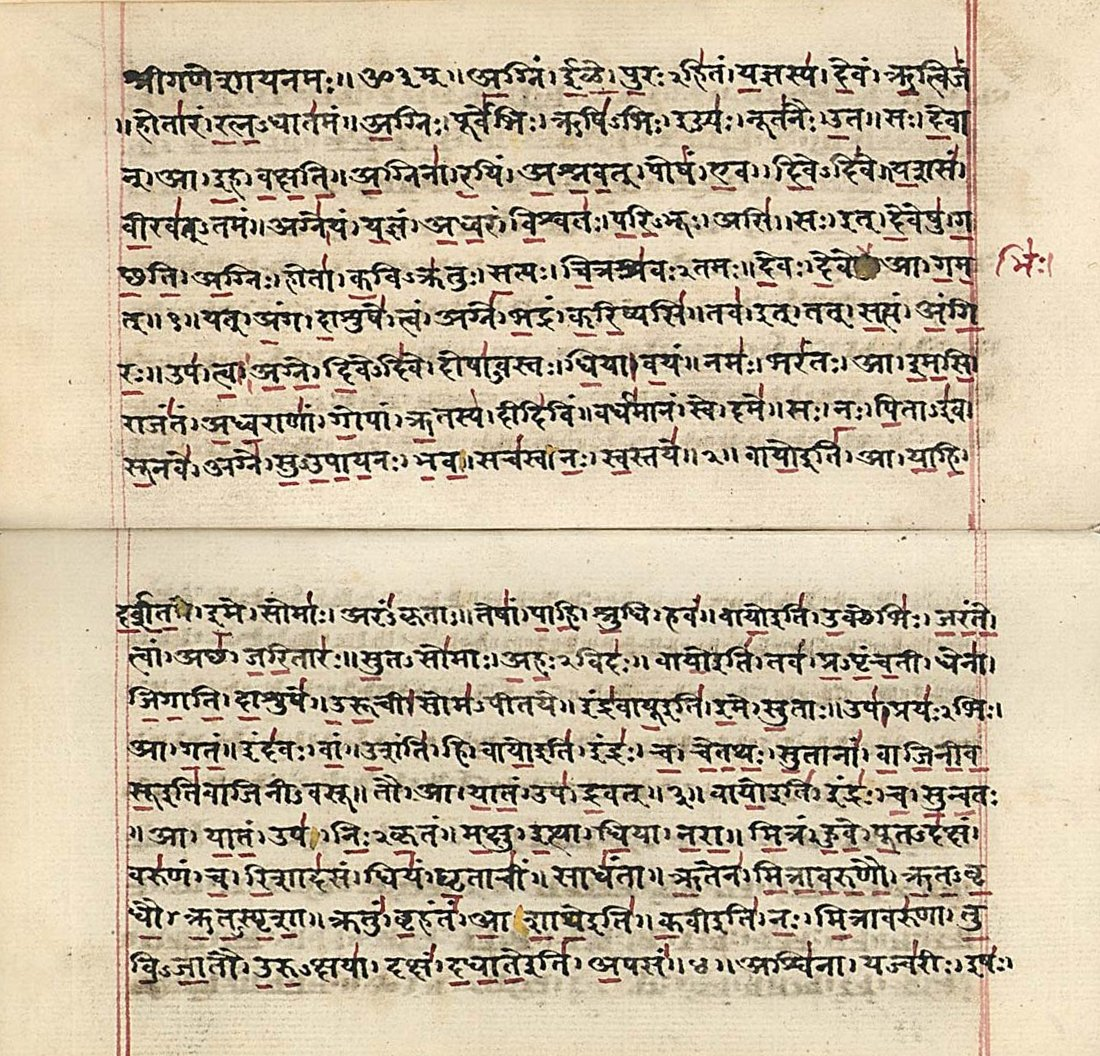
Manuscript van de Rig Veda, Sanskriet vers gecomponeerd in het 2e millennium v.Chr.

## Lyrische poëzie
De ontwikkeling van geletterdheid gaf aanleiding tot het verschijnen van meer persoonlijke, kortere gedichten die bestemd waren om te worden gezongen. Dit zijn de zogenaamde lyrics (liedteksten) afgeleid van het Griekse Lura of lier, het instrument dat vanaf ongeveer de zevende eeuw voor Christus werd gebruikt om Griekse liedteksten te begeleiden. Die hymnen werden in het oude Griekenland door grote koren gezongen, en dit zou in de zesde eeuw voor Christus leiden tot het dramatische vers en de praktijk van het schrijven van poëtische toneelstukken die werden opgevoerd in hun theaters. In recentere tijden heeft de invoering van elektronische media en de opkomst van de poëzievoordracht geleid tot een heropleving van voordrachten in het lyrische poëziegenre.